# Maison forte de La Chaise-Dieu
La maison forte de La Chaise-Dieu ou maison de la Cloze est une maison forte située sur la commune de La Chaise-Dieu, dans le département français de la Haute-Loire en région Auvergne-Rhône-Alpes.

## Situation
La maison forte est située rue dite la Côte et rue des Fossés sur la commune de La Chaise-Dieu dans le département de la Haute-Loire, en région Auvergne-Rhône-Alpes.

## Historique
La maison de la Cloze, comprenant une tour, représente un élément subsistant de l'enceinte fortifiée du XVe siècle. Érigée au XVIe siècle dans le but d'assurer la défense extérieure de la porte ouest de l'enceinte fortifiée, cette maison forte présente des caractéristiques architecturales distinctives. Le tracé de cette enceinte est clairement identifiable sur le plan de la ville, et dans cette section, elle servait à protéger l'entrée ouest de la ville. En raison des dommages causés par les conflits religieux, des travaux de rénovation ont été entrepris, comme en témoigne la date de 1591 inscrite sur la porte de la tour.

## Description
Elle est dotée d'une échauguette et d'un chemin de ronde avec mâchicoulis, ainsi que d'une tourelle avancée. La façade nord-ouest est demeurée dans son état d'origine. Au cours du XIXe siècle et XXe siècle, des fenêtres de style gothique ont été ajoutées à la façade latérale, et un crénelage a été incorporé au-dessus du portail. Les éléments décoratifs de cette demeure, tels que les cheminées, les lambris et les plafonds à la française, reflètent l'influence de l'art provincial qui a émergé au XVIIIe siècle en Auvergne, s'inspirant des modèles parisiens et de la vallée du Rhône.

## Valorisation du patrimoine
Inoccupée pendant environ une décennie, la maison-forte a été acquise en 2013 par un particulier qui s'est engagé à entreprendre la restauration des bâtiments. Cependant, l'accès à la propriété demeure restreint et n'est autorisé que lors des Journées européennes du patrimoine.

## Protection
La maison-forte est inscrite partiellement au titre des monuments historiques par arrêté du 24 juin 1977. La maison-forte de la Cloze, en totalité, est inscrite au titre des monuments historiques par arrêté du 16 juillet 2019.